# Mistrovství Evropy juniorů v plavání 2009

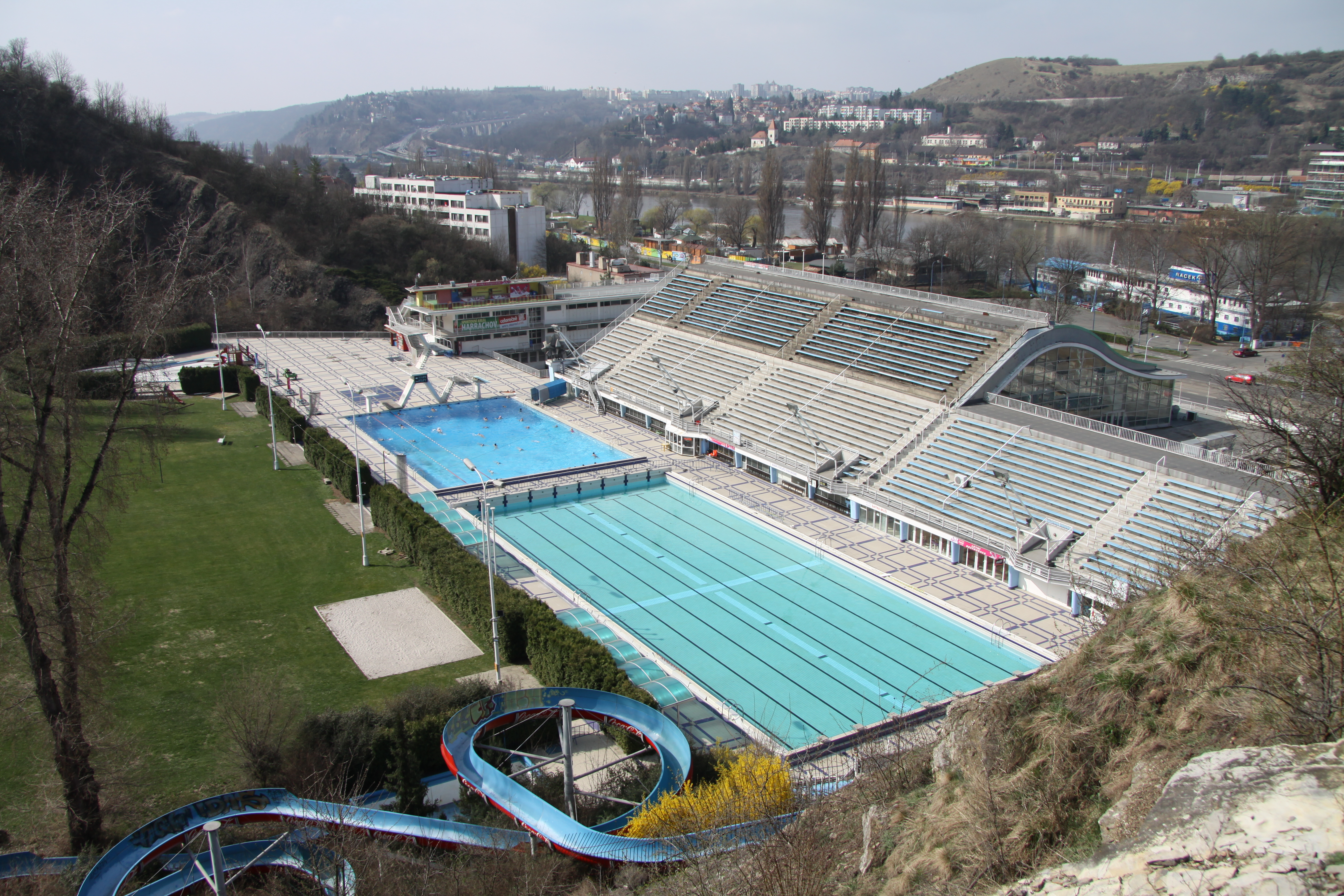
Plavecký stadion Podolí

Mistrovství Evropy juniorů v plavání 2009 proběhlo od 8. do 12. července 2009 v hlavním městě České republiky, v Praze. Na tomto mistrovství startovali děvčata narozená v roce 1993 nebo 1994 a chlapci narozeni v letech 1991 a 1992. Šampionát byl organizován evropskou plaveckou federací LEN a konal se v plaveckém stadionu Podolí.

## Medailové pořadí
| Pořadí | Stát           | Zlato | Stříbro | Bronz | Celkem |
| ------ | -------------- | ----- | ------- | ----- | ------ |
| 1      | Itálie         | 10    | 11      | 9     | 30     |
| 2      | Německo        | 6     | 5       | 4     | 15     |
| 3      | Francie        | 4     | 1       | 2     | 7      |
| 4      | Ukrajina       | 4     | 1       | 0     | 5      |
| 5      | Polsko         | 3     | 1       | 4     | 8      |
| 6      | Irsko          | 3     | 0       | 1     | 4      |
| 7      | Maďarsko       | 2     | 8       | 4     | 14     |
| 8      | Rusko          | 2     | 5       | 3     | 10     |
| 9      | Velká Británie | 2     | 2       | 1     | 5      |
| 10     | Slovinsko      | 1     | 1       | 0     | 2      |
| 11     | Nizozemsko     | 1     | 0       | 1     | 2      |
| 12     | Lucembursko    | 1     | 0       | 0     | 1      |
| 13     | Španělsko      | 0     | 3       | 4     | 7      |
| 14     | Švédsko        | 0     | 0       | 2     | 2      |
| 15     | Izrael         | 0     | 1       | 0     | 1      |
| 16     | Řecko          | 0     | 0       | 3     | 3      |
| 17     | Česko          | 0     | 0       | 1     | 1      |
| 17     | Kypr           | 0     | 0       | 1     | 1      |
| 17     | Švýcarsko      | 0     | 0       | 1     | 1      |
| Total  | Total          | 40    | 40      | 41    | 121    |

Vyznačený je domácí tým.

## Disciplíny

### Mužské disciplíny
| Disciplína             | Zlato                                                                             | Zlato    | Stříbro                                                               | Stříbro  | Bronz                                                                     | Bronz    |
| ---------------------- | --------------------------------------------------------------------------------- | -------- | --------------------------------------------------------------------- | -------- | ------------------------------------------------------------------------- | -------- |
| 50 m volný způsob      | Dominik Kozma Maďarsko                                                            | 22,33    | Fabio Gimondi Itálie                                                  | 22,61    | Eric Van Dooren Švýcarsko                                                 | 22,65    |
| 100 m volný způsob     | Danila Izotov Rusko                                                               | 48.48    | Francesco Donin Itálie                                                | 48.80    | Luca Leonardi Itálie                                                      | 48.83    |
| 200 m volný způsob     | Yannick Agnel Francie                                                             | 1:47.02  | Danila Izotov Rusko                                                   | 1:47.77  | Artem Lobuzov Rusko                                                       | 1:49.18  |
| 400 m volný způsob     | Yannick Agnel Francie                                                             | 3:48.17  | Péter Bernek Maďarsko                                                 | 3:50.53  | Adrian Mantas Mota Španělsko                                              | 3:52.12  |
| 800 m volný způsob     | Alessandro Cuoghi Itálie                                                          | 8:01.87  | Martin Grodzki Německo                                                | 8:02.42  | Balázs Zámbó Maďarsko                                                     | 8:04.34  |
| 1500 m volný způsob    | Gergely Gyurta Maďarsko                                                           | 15:14.39 | Alessandro Cuoghi Itálie                                              | 15:20.52 | Adrian Mantas Mota Španělsko                                              | 15:24.32 |
| 50 m znak              | Marco Fanti Rovetta Itálie                                                        | 25.49    | Ádám Szilágyi Maďarsko                                                | 25.75    | Stefano Pizzamiglio Itálie                                                | 25.77    |
| 100 m znak             | Marco Fanti Rovetta Itálie                                                        | 55.55    | Ádám Szilágyi Maďarsko                                                | 55.64    | Stefano Pizzamiglio Itálie                                                | 55.82    |
| 200 m znak             | Radoslaw Kawecki Polsko                                                           | 1:56.65  | Péter Bernek Maďarsko                                                 | 1:58.98  | Michele Malerba Itálie                                                    | 2:00.69  |
| 50 m prsa              | Alexander Triznov Rusko                                                           | 27.34    | Andrea Toniato Itálie                                                 | 28.03    | Petr Bartůněk Česko                                                       | 28.30    |
| 100 m prsa             | Andrea Toniato Itálie                                                             | 1:00.97  | Alexander Triznov Rusko                                               | 1:01.63  | Maxim Shcherbakov Rusko                                                   | 1:01.70  |
| 200 m prsa             | Christian vom Lehn Německo                                                        | 2:11.07  | Maxim Shcherbakov Rusko                                               | 2:12.83  | Dimitrios Koulouris Řecko                                                 | 2:14.68  |
| 50 m motýlek           | Andriy Govorov Ukrajina                                                           | 23.66    | Tommaso Romani Itálie                                                 | 24.15    | Fotios Koliopoulos Řecko                                                  | 24.36    |
| 100 m motýlek          | Marcin Cieslak Polsko                                                             | 53.00    | Bence Pulai Maďarsko                                                  | 53.02    | Philip Heintz Německo                                                     | 53.46    |
| 200 m motýlek          | Marcin Cieslak Polsko                                                             | 1:56.13  | Nimrod Hayet Izrael                                                   | 1:57.97  | Zsombor Szana Maďarsko                                                    | 1:58.76  |
| 200 m polohový závod   | Raphael Stacchiotti Lucembursko                                                   | 2:02.56  | Dominik Kozma Maďarsko                                                | 2:04.05  | Morten Ahme Německo                                                       | 2:04.29  |
| 400 m polohový závod   | Roberto Pavoni Velká Británie                                                     | 4:17.27  | Gergely Gyurta Maďarsko                                               | 4:18.62  | Zsombor Szana Maďarsko                                                    | 4:19.43  |
| 4×100 m volný způsob   | Itálie Francesco Donin Fabio Gimondi Luca Leonardi Stefano Mauro Pizzamiglio      | 3:16.58  | Francie Antton Haramboure Lorys Bourelly Yannick Agnel Romain Magula  | 3:20.08  | Německo Joel Ax Philip Heintz Soeren Barthel Rico Stoeckmann              | 3:22.39  |
| 4×200 m volný způsob   | Francie Antton Haramboure Thibault Bayrac Lorys Bourelly Yannick Agnel            | 7:21.15  | Rusko Artem Lobuzov Vitaly Syrnikov Alexander Shumaylov Danila Izotov | 7:21.24  | Itálie Francesco Donin Mihai Florin Pantir Alessandro Cuoghi Luca Leonard | 7:22.76  |
| 4×100 m polohový závod | Itálie Marco Fanti Rovetta Andrea Toniato Stefano Mauro Pizzamiglio Luca Leonardi | 3:38.28  | Rusko Dmitry Gorbunov Alexander Triznov Sergey Ivanov Danila Izotov   | 3:40.53  | Maďarsko Ádám Szilágyi Dominik Kozma Bence Pulai Péter Bernek             | 3:41.06  |

### Ženské disciplíny
| Disciplína             | Zlato                                                                      | Zlato    | Stříbro                                                                  | Stříbro  | Bronz                                                                                           | Bronz    |
| ---------------------- | -------------------------------------------------------------------------- | -------- | ------------------------------------------------------------------------ | -------- | ----------------------------------------------------------------------------------------------- | -------- |
| 50 m volný způsob      | Silke Lippok Německo                                                       | 25.44    | Silvia Di Pietro Itálie                                                  | 25.59    | Anna Santamans Francie                                                                          | 25.93    |
| 100 m volný způsob     | Silke Lippok Německo                                                       | 55.02    | Silvia Di Pietro Itálie                                                  | 55.58    | Camille Radou Francie                                                                           | 55.87    |
| 200 m volný způsob     | Camille Radou Francie                                                      | 1:59.19  | Silke Lippok Německo                                                     | 2:00.06  | Sharon van Rouwendaal Nizozemsko                                                                | 2:00.59  |
| 400 m volný způsob     | Sharon van Rouwendaal Nizozemsko                                           | 4:12.35  | Stefania Pirozzi Itálie                                                  | 4:13.01  | Ann Morris Velká Británie                                                                       | 4:14.09  |
| 800 m volný způsob     | Gráinne Murphy Irsko                                                       | 8:36.63  | Tjasa Oder Slovinsko                                                     | 8:38.26  | Claudia Dasca Romeu Španělsko                                                                   | 8:40.02  |
| 1500 m volný způsob    | Tjasa Oder Slovinsko                                                       | 16:25.57 | Claudia Dasca Romeu Španělsko                                            | 16:31.58 | Gráinne Murphy Irsko                                                                            | 16:35.93 |
| 50 m znak              | Mariya Tereschenko Ukrajina                                                | 29.06    | Daryna Zevina Ukrajina                                                   | 29.17    | Klaudia Nazieblo Polsko                                                                         | 29.34    |
| 100 m znak             | Daryna Zevina Ukrajina                                                     | 1:01.49  | Sarah Sjöströmová Švédsko                                                | 1:02.91  | Klaudia Nazieblo Polsko                                                                         | 1:02.93  |
| 200 m znak             | Daryna Zevina Ukrajina                                                     | 2:10.08  | Klaudia Nazieblo Polsko                                                  | 2:13.08  | Doerte Baumert Německo                                                                          | 2:13.40  |
| 50 m prsa              | Ilaria Scarcella Itálie                                                    | 31.71    | Vanessa Grimberg Německo                                                 | 31.87    | Paulina Zachoszcz Polsko                                                                        | 31.89    |
| 100 m prsa             | Ilaria Scarcella Itálie                                                    | 1:07.49  | Marina Garcia Urzainqui Španělsko                                        | 1:07.63  | Maria Michalaka Řecko Paulina Zachoszcz Polsko                                                  | 1:09.19  |
| 200 m prsa             | Ilaria Scarcella Itálie                                                    | 2:25.02  | Marina Garcia Urzainqui Španělsko                                        | 2:25.05  | Olga Detenyuk Rusko                                                                             | 2:26.76  |
| 50 m motýlek           | Silvia Di Pietro Itálie                                                    | 26.33    | Lena Kalla Německo                                                       | 26.74    | Anna Schoholeva Kypr                                                                            | 27.10    |
| 100 m motýlek          | Lena Kalla Německo                                                         | 58.76    | Beatrice Fassone Itálie                                                  | 59.25    | Silvia Di Pietro Itálie                                                                         | 59.44    |
| 200 m motýlek          | Mirela Olczak Polsko                                                       | 2:09.32  | Boglárka Kapás Maďarsko                                                  | 2:09.84  | Denise Riccobono Itálie                                                                         | 2:10.31  |
| 200 m polohový závod   | Gráinne Murphy Irsko                                                       | 2:14.22  | Aimee Wilmott Velká Británie                                             | 2:15.89  | Stefania Pirozzi Itálie                                                                         | 2:16.11  |
| 400 m polohový závod   | Gráinne Murphy Irsko                                                       | 4:40.88  | Aimee Wilmott Velká Británie                                             | 4:44.81  | Stefania Pirozzi Itálie                                                                         | 4:45.37  |
| 4×100 m volný způsob   | Německo Julika Niegisch Juliane Reinhold Lina Rathsack Silke Lippok        | 3:45.27  | Itálie Chiara Masini Luccetti Alice Mizzau Giada Galizi Silvia Di Pietro | 3:46.57  | Švédsko Lovisa Ericsson Josefin Lindqvist Henriette Stenkvist Michelle Coleman                  | 3:47.30  |
| 4×200 m volný způsob   | Velká Británie Danielle Stirrat Emma Graham Eleanor Faulkner Anne Bochmann | 8:08.31  | Německo Juliane Reinhold Sandra Koch Katharina David Silke Lippok        | 8:10.47  | Švédsko Sarah Sjöströmová Henrietta Stenqvist Lovisa Ericsson Michelle Coleman                  | 8:10.57  |
| 4×100 m polohový závod | Německo Doerte Baumert Vanessa Grimberg Lena Kalla Silke Lippok            | 4:05.59  | Itálie Rachele Qualla Ilaria Scarcella Beatrice Fassone Silvia Di Pietro | 4:08.03  | Španělsko Eva Plaza Ortega Marina Garcia Urzainqui Aida Marti Arasa Anna Judit Ignacio Sorribes | 4:10.49  |